# Yuri Artíujin
Yuri Petróvich Artíujin (ruso: Ю́рий Петро́вич Артю́хин;  Lavrovo, 22 de junio de 1930-Ciudad de las Estrellas, 4 de agosto de 1998) fue un cosmonauta soviético.
Artyujin  graduado por el Instituto de la Fuerza Aérea Soviética con un doctorado en ingeniería, especializándose en sistemas de comunicación militar.

Fue seleccionado para el programa espacial en 1963 y habría volado en la misión  Vosjod 3 si  no hubiera sido cancelada. Él hizo su único vuelo en la misión Soyuz 14 en 1974, dónde su área de especialidad fue de gran utilidad. En esa misión, fue el primer cosmonauta soviético a comunicarse con radioaficionados en tierra, juntamente con su compañero, Pavel Popovich.
Dejó el programa espacial en 1982 y tuvo varios cargos relacionados al espacio. Participó en el desarrollo del transbordador espacial soviético  Buran y en el entrenamiento de cosmonautas. 
Artyujin murió  de cáncer en 1998 . Fue condecorado con la Orden de Lenin y nombrado Héroe de la Unión Soviética.